# Palacio de Justicia (Núremberg)
El Palacio de Justicia de Núremberg (en alemán: Justizpalast) es un complejo de edificios en Núremberg, Baviera, Alemania. Fue construido entre 1909 y 1916 y alberga el tribunal de apelaciones (Oberlandesgericht), el tribunal regional (Landgericht), el tribunal local (Amtsgericht) y la fiscalía (Staatsanwaltschaft). El Monumento a los Juicios de Núremberg (Memorium Nürnberger Prozesse) se encuentra en el último piso del palacio de justicia.

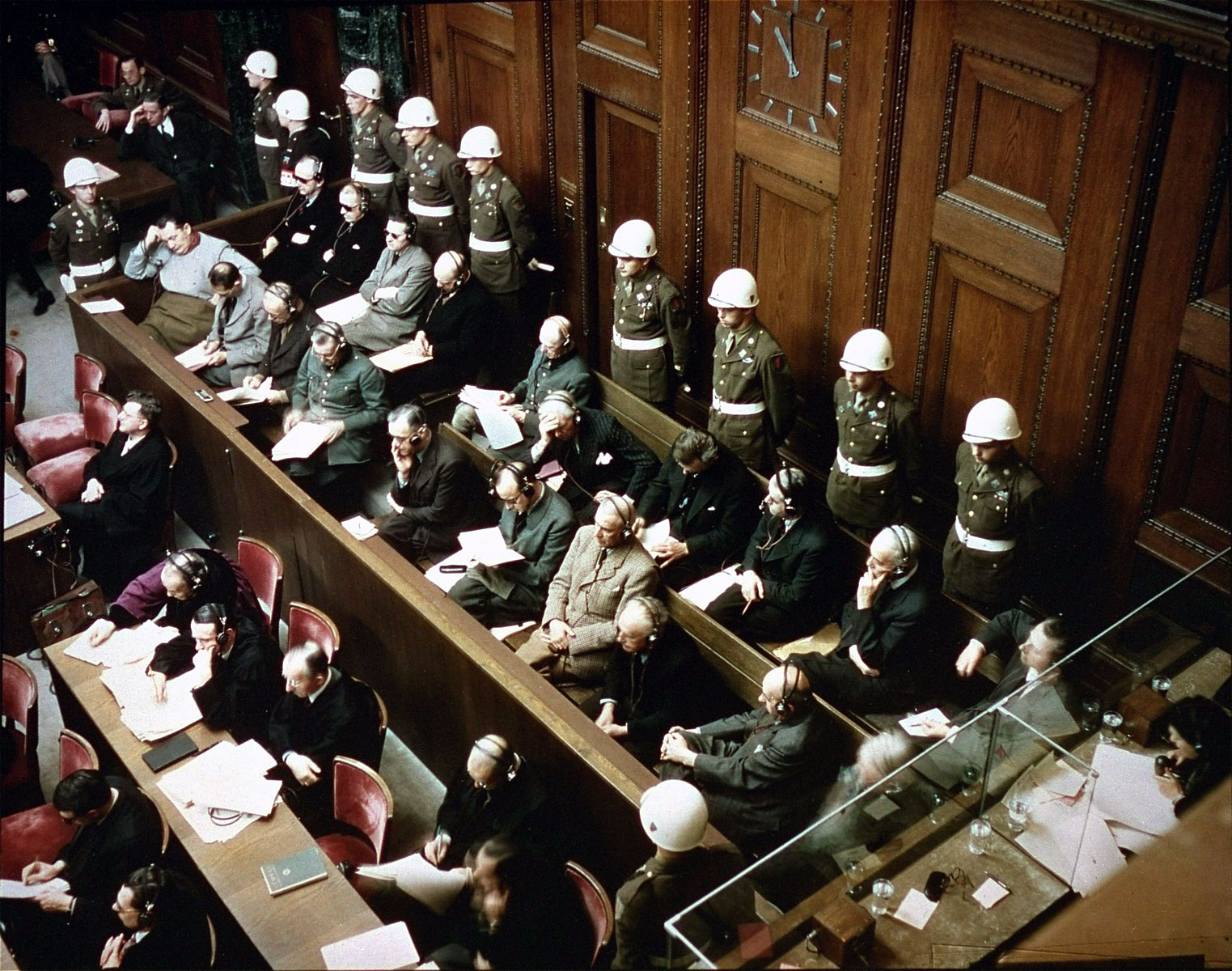
La Sala 600, durante los Juicios de Núremberg, noviembre de 1945.

## Juicios de Núremberg
El edificio fue el lugar de los Juicios de Núremberg que se llevaron a cabo de 1945 a 1949 para los principales criminales de guerra alemanes sobrevivientes de la Segunda Guerra Mundial. El Palacio de Justicia fue elegido como el lugar de los juicios porque casi no sufrió daños, ofreció suficiente espacio e incluyó un gran complejo penitenciario. La elección de la ciudad de Núremberg fue simbólica ya que los nazis habían celebrado grandes Congresos de Núremberg en la ciudad, por lo que como Núremberg podría haber sido considerado como una especie de lugar de nacimiento para el NSDAP, fue como una especie se venganza, también sería donde el Partido llegó a su fin.
Los juicios tuvieron lugar en la sala número 600 del tribunal, situada en el ala este del Palacio de Justicia. La sala del tribunal todavía se usa, especialmente para juicios por asesinato. Al final de los Juicios de Núremberg, la sala del tribunal fue renovada y ahora es más pequeña. Se volvió a levantar un muro que se había eliminado durante las pruebas para crear más espacio. Además, el banco de los jueces se giró 90 grados y ya no se encuentra frente a la ventana, sino que se encuentra donde se colocó la caja de testigos durante los juicios.
A partir del año 2000, los fines de semana, los turistas pueden visitar la Sala 600. En diciembre de 2008, la sala del tribunal se cerró al público debido a los trabajos de construcción que crearon una exposición permanente. El Memorial de los juicios de Nuremberg organizado por los Museos Municipales de Núremberg se inauguró en noviembre de 2010.